# Dante Vanzeir
Dante Vanzeir (Beringen, 1998. április 16. –) belga válogatott labdarúgó, a Gent csatára.

## Pályafutása

### Klubcsapatokban
Vanzeir a belgiumi Beringen városában született. Az ifjúsági pályafutását a Berkenbos csapatában kezdte, majd a Genk akadémiájánál folytatta.
2016-ban mutatkozott be a Genk első osztályban szereplő felnőtt keretében. A 2018–19-es szezonban a Beerschot, míg a 2019–20-as szezonban a Mechelen csapatát erősítette kölcsönben. 2020-ban az Union SG-hez igazolt. 2023. február 3-án négyéves szerződést kötött az észak-amerikai első osztályban érdekelt New York Red Bulls együttesével. Először a 2023. március 5-ei, Nashville ellen 0–0-ás döntetlennel zárult mérkőzés 76. percében, Elias Manoel cseréjeként lépett pályára. Első gólját 2023. március 19-én, a Columbus Crew ellen hazai pályán 2–1-re megnyert találkozón szerezte meg. 2025 januárjában visszatért Belgiumba és a Gentnél folytatta pályafutását.

### A válogatottban
Vanzeir az U15-östől az U21-esig szinte minden korosztályos válogatottban képviselte Belgiumot.
2021-ben debütált a felnőtt válogatottban. Először a 2021. november 16-ai, Wales ellen 1–1-es döntetlennel zárult VB-selejtező 59. percében, Divock Origit váltva lépett pályára.

## Statisztikák
2023. április 2. szerint
| Klub                   | Szezon   | Osztály               | Bajnokság | Bajnokság | Kupa  | Kupa | Nemzetközi | Nemzetközi | Összesen | Összesen |
| Klub                   | Szezon   | Osztály               | Meccs     | Gól       | Meccs | Gól  | Meccs      | Gól        | Meccs    | Gól      |
| ---------------------- | -------- | --------------------- | --------- | --------- | ----- | ---- | ---------- | ---------- | -------- | -------- |
| Genk                   | 2016–17  | Jupiler League        | 1         | 0         | 0     | 0    | —          | —          | 1        | 0        |
| Genk                   | 2017–18  | Jupiler League        | 5         | 1         | 1     | 0    | —          | —          | 6        | 1        |
| Genk                   | 2019–20  | Jupiler League        | 0         | 0         | 1     | 1    | —          | —          | 1        | 1        |
| Genk                   | Összesen | Összesen              | 6         | 1         | 2     | 1    | 0          | 0          | 8        | 2        |
| Beerschot (kölcsönben) | 2018–19  | Challenger Pro League | 35        | 15        | 1     | 0    | —          | —          | 36       | 15       |
| Mechelen (kölcsönben)  | 2019–20  | Jupiler League        | 18        | 3         | 0     | 0    | —          | —          | 18       | 3        |
| Union SG               | 2020–21  | Challenger Pro League | 24        | 19        | 2     | 1    | —          | —          | 26       | 20       |
| Union SG               | 2021–22  | Jupiler League        | 35        | 14        | 1     | 1    | —          | —          | 36       | 15       |
| Union SG               | 2022–23  | Jupiler League        | 20        | 10        | 1     | 0    | 7          | 2          | 28       | 12       |
| Union SG               | Összesen | Összesen              | 79        | 43        | 4     | 2    | 7          | 2          | 90       | 47       |
| New York Red Bulls     | 2023     | MLS                   | 5         | 1         | 0     | 0    | —          | —          | 5        | 1        |
| Összesen               | Összesen | Összesen              | 143       | 63        | 7     | 3    | 7          | 2          | 157      | 68       |

### A válogatottban
| Válogatott | Év       | Pályára lépés | Gól |
| ---------- | -------- | ------------- | --- |
| Belgium    | 2021     | 1             | 0   |
| Összesen   | Összesen | 1             | 0   |

## Sikerei, díjai
Genk
- Belga Kupa
  - Döntős (1): 2017–18

- Belga Szuperkupa
  - Győztes (1): 2019

Union SG
- Challenger Pro League
  - Feljutó (1): 2020–21

New York Red Bulls
- MLS
  - Döntős (1): 2024

Egyéni
- Challenger Pro League – Az Év Labdarúgója: 2020–21
- A belga másodosztály gólkirálya: 2020–21 (19 góllal)